# Gallate
Gallate allgemein sind Salze und Ester  der Gallussäure.  Speziell werden einige synthetische Ester so genannt. Die wichtigsten, nach der Zusatzstoff-Zulassungsverordnung erlaubten, Gallate sind:
- Propylgallat (E 310)
- Octylgallat (E 311)
- Dodecylgallat (E 312)

Die erlaubte Tagesdosis liegt bei 0,5 mg was die Anwendung auf 200 mg/kg Fett für bestimmte Lebensmittel begrenzt.
Gallate werden vorwiegend als Antioxidationsmittel in der Fettphase in Lebensmitteln und Arzneimitteln eingesetzt. Hauptsächliche Anwendungsgebiete sind fetthaltige Backwaren und deren Zutaten wie Margarine, Persipan-, Marzipan- und Mohnfüllungen. Sie sind auch in Süßwaren wie Nugat, Kaugummi und Marzipan enthalten. Eine weitere Hauptanwendung ist die Herstellung von Trockensuppen, Würzmitteln und Kartoffelprodukte wie Pommes frites und Kartoffelchips.

## Strukturformeln

Ethylgallat
Propylgallat (E 310)
Octylgallat (E 311)
Dodecylgallat (E 312)